# Pothatturpettai
Pothatturpettai is a town no distrito de Thiruvallur, no estado indiano de Tamil Nadu.

## Demografia
Segundo o censo de 2001,  Pothatturpettai  tinha uma população de 18,698 habitantes. Os indivíduos do sexo masculino constituem 51% da população e os do sexo feminino 49%. Pothatturpettai tem uma taxa de literacia de 58%, inferior à média nacional de 59.5%: a literacia no sexo masculino é de 70% e no sexo feminino é de 45%. Em Pothatturpettai, 16% da população está abaixo dos 6 anos de idade.